# Ануфрієв Олександр Сергійович
Олександр Сергійович Ануфрієв (біл. Аляксандр Сяргеевіч Ануфрыеў; нар. 21 липня 1995, Новий Двір, Мінський район, Мінська область, Білорусь) — білоруський футболіст, півзахисник клубу «Динамо-Берестя».

## Клубна кар'єра
Футболом розпочинав займатись у мінському СДЮШОР «Динамо», перший тренер — Валерій Броніславович Добрушевський, потім перебрався до складу БАТЕ. З 2012 року почав виступати за дублюючий склад у турнірі дублерів. 18 липня 2015 року дебютував за основну команду у першому матчі 1/16 фіналу кубку країни зі шкловським «Спартаком». Ануфрієв вийшов у стартовому складі та на 42-й хвилині зустрічі забив єдиний м'яч своєї команди. У вище вказаному матчі у складі борисовців грали переважно молоді гравці.
5 серпня 2015 року до кінця сезону перейшов в оренду до клубу першої ліги — «Сморгонь». Дебютував чотири дні по тому в виїзному матчі з «Кобринем». 20 вересня у поєдинку з «Лідою» забив три м'ячі, чим допоміг своїй команді перемогти з рахунком 6:4. Швидко став основним гравцем команди. Загалом у складі клубу він провів 15 матчів та відзначився 5-ма голами.
На початку березня 2016 року разом із групою гравців перейшов в оренду до «Смолевичів», який став фарм-клубом БАТЕ та виступав у Першій лізі. По завершенні сезону 2016 року «Смолевичі» співпрацю з борисовським клубом припинили. Після закінчення терміну оренди та завершення контракту з БАТЕ, Ануфрієв залишився в команді, але у першій половині нового сезону взяв участь лише у п'яти матчах. Внаслідок чого 31 липня 2016 року трудову угоду між командою та гравцем було припинено за згодою сторін. Незабаром після цього повернувся до «Сморгоні». Спочатку вийходив на заміну, згодом почав з’являтися в стартовому складі. Зіграв за команду 14 матчів. Після закінчення сезону в листопаді 2017 року покинув «Сморгонь».
У січні 2018 року проходив перегляд у «Славії-Мозирі», за результатами якого 7 лютого підписав із клубом контракт. Першу гру у складі нової команди провів 7 квітня у рамках першого туру першої ліги з «Андердогом». 23 червня у матчі з «Білшиною» відкрив рахунок голам, відзначився двічі, завдяки чому приніс своєму клубу перемогу. Став одним з основних гравців, з 10-ма голами був другим найкращим бомбардиром команди. За підсумками сезону «Славія-Мозир» посіла перше місце у турнірній таблиці та здобула право на майбутній сезон грати у вищій лізі, а Ануфрієв провів 28 поєдинків, у яких забив 10 м'ячів. 31 березня 2019 року дебютував у Вищій лізі у гостьовому матчі з мінським «Динамо», з'явився на полі на 64-й хвилині замість українця Редвана Мемешева. Початок наступного сезону змушений був пропустити через травму. Оговтався від неї, але не зміг повернути собі місце в основному складі й 11 липня за згодою сторін залишив команду.
1 серпня 2020 року поповнив склад «Мінська». Наступного дня дебютував за клуб у чемпіонаті Білорусі у поєдинку з берестейським «Рухом». Ануфрієв вийшов на поле на 74-й хвилині замість Ярослава Яроцького і на 90-й хвилині отримав жовту картку.
У січні 2021 року залишив столичний клуб. Згодом підписав контракт із «Іслоччю». У червні 2021 року залишив команду за згодою сторін.
У липні 2021 року підписав контракт до завершення сезону з берестейським «Динамо».

## Досягнення
- Володар Кубка Білорусі з футболу (1):

Гомель: 2021-22

## Статистика виступів
| Сезон    | Дивізіон | Клуб            | Країна   | Матчі | Голи |
| -------- | -------- | --------------- | -------- | ----- | ---- |
| 2012     | дубль    | БАТЕ            | Білорусь | 10    | 1    |
| 2013     | дубль    | БАТЕ            | Білорусь | 15    | 0    |
| 2014     | дубль    | БАТЕ            | Білорусь | 21    | 6    |
| 2015 (1) | дубль    | БАТЕ            | Білорусь | 9     | 2    |
| 2015 (2) | Д2       | «Сморгонь»      | Білорусь | 15    | 5    |
| 2016     | Д2       | «Смолевичі-СТІ» | Білорусь | 23    | 9    |
| 2017 (1) | Д2       | «Смолевичі-СТІ» | Білорусь | 5     | 0    |
| 2017 (2) | Д2       | «Сморгонь»      | Білорусь | 14    | 1    |
| 2018     | Д2       | «Славія»        | Білорусь | 28    | 10   |
| 2019     | Д1       | «Славія»        | Білорусь | 25    | 4    |
| 2020 (1) | Д1       | «Славія»        | Білорусь | 1     | 0    |
| 2020 (2) | Д1       | «Мінськ»        | Білорусь | 10    | 4    |
| 2021 (1) | Д1       | «Іслоч»         | Білорусь | 7     | 1    |